# 立山寺
立山寺（りゅうせんじ）は、富山県中新川郡上市町眼目（さっか）にある曹洞宗の寺院。山号は眼目山（がんもくさん）で、町名の眼目（さっか）とは読み方が異なる。通称は眼目の寺（さっかのてら）。

## 概要
寺名の通り、立山や立山信仰との関係が深い。全国でも珍しい、開創は山神と竜神の神霊による開基の寺であり、立山権現と北海大龍女を開基としている。
1370年開山で立山権現がきこりの姿となって褝師を導き、寺院の建立をすすめたと伝えられる。
かつては立川寺と名乗っていた。

## 歴史
本寺は正しくは眼目山護国殿立山寺と称し、新西国33か所、6番目の寺で、開山は建徳元年（1370年）曹洞宗大本山總持寺二代峨山紹碩禅師の高弟大徹宗令禅師による開である。七堂伽藍の整った立派な寺であったが、永禄年間（1558 - 1569年）上杉謙信が加越能攻の兵火でほぼ全焼し、開山堂のみ残った。天正年間（1573 - 1590年）、佐々成政が富山城築城のときに神通川の神を鎮めるため立山寺に祈祷を命じ、察花（眼目）村・極楽寺村の土地の中に寺領を設定し、立山寺の山の字から一画をとり、川の字にして立川寺と称せしめたといわれ、1899年（明治32年）三十四世長谷川天頴は立川寺の寺号を立山寺と改称したという。
1934年4月11日、火災により本堂が全焼した。
1953年4月28日、午前0時半ごろ、庫裏から出火し、本堂、開山堂、位牌堂、御殿、侍風林、土蔵2棟の約500坪を焼失。一部回廊と山門、鐘楼、観音堂、明王堂を残して午前4時過ぎに鎮火した。取灰の不始末とみられ、損害は約5千万円以上とみられていた。現在の堂宇は、1979年に再建されたものである。

## 立山寺の栂並木
立山寺では300メートル続く静かな栂（とが）並木（モミの木）がある。眼目山立山寺の参道にある栂並木は県指定天然記念物にも指定されている。木は樹齢400年、高さ約20メートル、太さ3メートル前後あり、これほど巨木な並木は富山県内では立山寺のみで、全国的にも稀である。戦火で焼けた立山寺の復興の際に能登国（現・石川県）から苗木を取り寄せて植樹され、境内地に最も近いこの並木のみが伐採されることなく残された。

## 眼目（さっか）集落と立山寺
眼目（さっか）村は上市川扇状地の扇頂部平野および段丘上に位置し、かつては咲花とも察花とも記された。1605年（慶長10年）3代藩主前田利常が巡視した際、眼目（がんもく）山立山寺の由緒を聞き、察花の字を「眼目」にしてサッカと読むようにしたといわれる。

## 龍灯
開山は立山権現の示現によるとされ、山神・龍神が大徹禅師の済度を受け、師の没後は立山神と龍神が開山の墓所に灯明をあげたといわれ、毎年7月31日の夜には、眼目山の庭の松の梢に立山の絶頂より飛来した山灯を海中より飛来した龍灯ともに留る。是を山灯龍灯といわれ、世に龍灯として海中より日の出るのは多けれども山灯・龍灯が一度に松の梢に留るのは希有の事であると言い伝えられる

## 所在地と交通
- 富山地方鉄道 上市駅下車、上市駅前より町営バス「西種ゆき」にて10分、バス停「眼目」げ下車の後徒歩15分。

- 北陸自動車道滑川ICから6.5km。